# 三国志祭

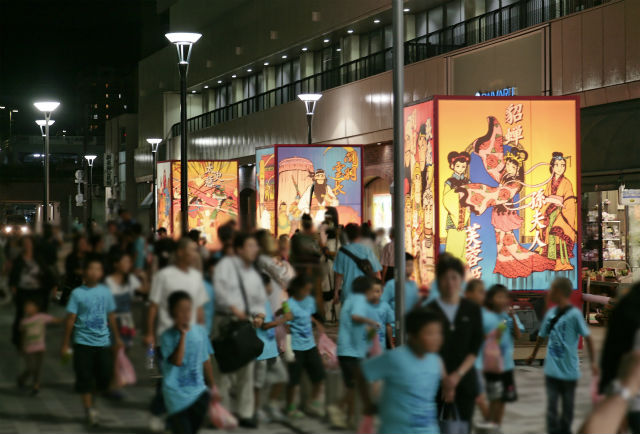
三国志祭 三国志パレード

三国志祭（Sangokushi Maturi）は、NPO法人KOBE鉄人PROJECTの主催する、日本最大級の三国志のイベント。
兵庫県神戸市長田区の新長田エリアを中心とした会場で年に1回（主に10月）行われている。マスコットキャラクターは「孔明わん」と「関う〜たん」。

## 概要
三国志祭は漫画『三国志』で有名な横山光輝の故郷・神戸で行う「横山光輝三国志」を中心とした祭。
基本的に参加無料のイベントである。イベント内容は三国志イベント企画・英傑群像が行っている。
「横山光輝三国志」が中心ではあるが神戸市には三国志武将関羽を祭った「関帝廟」や「南京町」
などもあり、他の日本における三国志に関する作品なども含めた総合的な「三国志祭（さんごくしまつり）」を目指す。
毎年、三国志をテーマとしたさまざまなジャンルの作品を取り扱うメーカー・博物館の展示イベントなど実施。
- 企業ブース
- ステージ出し物
- 中国武術大会
- 三国志人物なりきりコンテスト
- 三国志パレード

などが主な実施内容

## 歴史
- 2007年 - 第1回 7月29日　来場者非公開
- 2008年 - 第2回 8月22日・23日来場者　約1万2千人（2日間、各会場合計）
- 2009年 - 第3回 10月2日・3日来場者　約2万五千人（2日間、各会場合計）
- 2010年 - 第4回 10月7日・8日来場者　約3万人（2日間、各会場合計）
- 2011年 - 第5回 10月9日・10日来場者　約3万5千人（2日間、各会場合計）
- 2012年 - 第6回 10月7日・8日来場者　約3万（2日間、各会場合計）
- 2013年 - 第7回 10月13日・14日開催
- 2014年 - 第8回 10月12日・13日開催
- 2015年 - 第9回 10月12日開催
- 2016年 - 第10回 10月2日開催
- 2017年 - 第11回 11月5日開催
- 2018年 - 第12回 11月3日開催

## 外部サイト
- 三国志祭 公式サイト